# 第11軍 (日本陸軍)
第11軍為第二次世界大戰中大日本帝國陸軍的一个軍。中國抗日戰爭爆發後，於1938年7月4日編制成軍，並編入华中派遣军的作戰序列參加武漢會戰。之後，於昭和14年9月編入新設中国派遣军之下。1944年9月轉到第6方面軍轄下，部隊部署在華中方面，日本戰敗時正駐扎於華南廣西全州县。

## 基本情報
- 通稱號：呂
- 編成時期：昭和13年7月4日
- 上級部隊：第6方面軍
- 最終位置：全縣

## 第11軍之人事

### 司令官
- 岡村寧次中將（陸士16期：昭和13年6月23日～昭和15年3月9日）
- 園部和一郎 中將（陸士16期：昭和15年3月9日～昭和16年4月10日）
- 阿南惟幾 中將（陸士18期：昭和16年4月10日～昭和17年7月1日）
- 塚田攻 中將（陸士19期：昭和17年7月1日～昭和17年12月22日）
- 橫山勇 中將（陸士21期：昭和17年12月22日～昭和19年11月22日）
- 上月良夫 中將（陸士21期：昭和19年11月22日～昭和20年4月7日）
- 笠原幸雄 中將（陸士22期：昭和20年4月7日～）

### 參謀長
- 吉本貞一少將（陸士20期：昭和13年6月20日～昭和14年1月31日）
- 沼田多稼蔵 少將（陸士24期：昭和14年1月31日～昭和14年8月1日）
- 青木重誠 少將（陸士25期：昭和14年8月1日～昭和16年3月1日）
- 木下勇 少將（陸士26期：昭和16年3月1日～昭和17年12月1日）
- 小薗江邦雄 少將（陸士27期：昭和17年12月1日～昭和19年2月7日）
- 中山貞武 少將（陸士29期：昭和19年2月7日～昭和20年4月23日）
- 福富伴蔵 少將（陸士32期：昭和20年4月23日～）

### 戰敗時
- 司令官 笠原幸雄中將
- 參謀長 福富伴蔵少將
- 高級參謀 田中義男中佐
- 高級副官 愛甲　哲中佐
- 兵器部長 蚊野豊次大佐
- 軍經理部長 野崎幹一主計大佐
- 軍醫部長 三輪不二雄軍醫少將
- 獸醫部長 日根野三郎獸醫少佐
- 法務部長 増田徳一法務少佐

## 戰敗時之轄下部隊
- 第58師團
- 獨立混成第22旅團
- 獨立混成第88旅團

## 關連項目
- 軍事單位
- 大日本帝國陸軍師團列表

## 外部連結
- Wendel, Marcus. . Japanese 11th Army(第11軍 (日本軍)).   [2008-03-09]. （原始内容存档于2016-10-29）.
- 帝國陸軍～その制度と人事～
- 日本陸海軍事典